# Atlas (thần thoại)
Atlas (tiếng Hy Lạp: Ἄτλας) là một vị thần khổng lồ trong thần thoại Hy Lạp, người nâng đỡ bầu trời. Dù tên tuổi gắn liền với rất nhiều địa danh, ông thường được nhận biết với dãy núi Atlas ở tây bắc châu Phi. Atlas là con trai của thần Iapetus và nữ thần Gaia.
Hyginus nhấn mạnh bản chất nguyên thủy của Atlas bằng cách biến ông trở thành con trai của Aether và Gaia. Ông có ba người anh em là Prometheus, Epimetheus và Menoetius.

## Truyền thuyết
Thời cổ đại Hy Lạp, bức tượng thần Atlas được hình dung là một người đàn ông lực lưỡng, to và khoẻ, cơ bắp nổi rõ, cúi đầu, khom lưng, giơ hai tay đỡ một quả cầu rất to đè nặng xuống hai vai. Ngày nay, ở Trung tâm Rockefeller ở Mỹ có tượng Atlas giang thẳng hai tay, vai và lưng đỡ những vòng thép lớn đồng tâm kết lại, tượng trưng cho bầu trời. Thần thoại Hy Lạp kể rằng Atlas, con trai của thần khổng lồ Titans Iapetus và tiên nữ Asia, bị Zeus trừng phạt phải mãi mãi đỡ cả bầu trời, để bầu trời không sụp đổ. Zeus cùng nhiều thần, thần Poseidon (vị thần cai trị biển cả, có thể dùng cây đinh ba khuấy sóng đại dương tạo thành những bão tố hung dữ) nổi lên chống lại các vị thần cũ, để chiếm toàn quyền lực và đỉnh núi Olympus. Cuộc chiến đấu vô cùng ác liệt. Nhiều thần khổng lồ Titans, ở phía đối địch với Zeus, giáng những đòn kinh khủng; các thần bê từng quả núi ném tới tấp, khiến cả thế giới trở thành cảnh hỗn mang: sấm sét rung chuyển cả thế giới âm phủ, khiến các vị thần dưới tận cùng lòng đất khiếp sợ. Bầu trời, vũ trụ nổ tung. Cuối cùng Zeus thắng trận; các thần Titans bị xiềng chặt, đày xuống địa ngục; trong trại giam có tường thành bằng đồng vây kín. Riêng đối với Atlas, Zeus bắt đội cả bầu trời; chàng quỳ một chân xuống cho vững, hai tay bưng bầu trời trên đôi vai lực lưỡng. 